# Soe Win

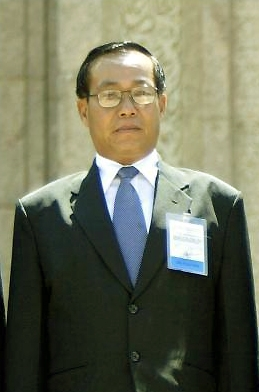
Soe Win (2004)

General Soe Win (birmanisch စိုးဝင်း; * 10. Mai 1948 in Taunggyi, Shan-Staat; † 12. Oktober 2007 in Rangun, Myanmar) war Politiker und führendes Mitglied der Militärjunta von Myanmar (Birma). Seit dem 19. Oktober 2004 war er Premierminister des Landes. Soe Win galt als Hardliner und härterer Gegner politischer Reformen als sein Vorgänger Khin Nyunt.
Soe Win machte sich vor allem durch die Niederschlagung des Aufstandes an der Universität von Rangun im Jahre 1988 einen Namen. Er war seit Februar 2003 Zweiter Sekretär der unter dem Namen Staatsrat für Frieden und Entwicklung (SPDC) herrschenden Militärjunta Myanmars. Im August 2003 stieg er zu deren Erstem Sekretär auf. Er war Mitglied der Massenorganisation Union Solidarity and Development Association (USDA) und stand Regimechef Than Shwe nahe. Man vermutet, dass Soe Win hinter dem Überfall auf Aung San Suu Kyi und ihre Mitstreiter im Mai 2003 steht. Er wurde daher in der Presse, angelehnt an die Titulierung des früheren Präsidenten Sein Lwin, als „Schlächter von Depayin“ bezeichnet. Im selben Jahr begleitete er Than Shwe zu Staatsbesuchen nach Vietnam und China. Er unterzeichnete die Entlassung von Außenminister Win Aung und dessen Stellvertreter. Der streng gläubige Buddhist engagierte sich in der Verfolgung überwiegend christlicher Minderheiten wie Chin und Karen.
Es war lange spekuliert worden, dass Soe Win an Leukämie leide. Dies wurde nach Presseberichten nach seinem Tode von seiner Familie bestätigt. Zur Behandlung dieser lebensgefährlichen Krankheit hatte er sich bereits im März 2007 in Singapur aufgehalten. Im Mai dieses Jahres kehrte er nach Rangun zurück, wurde jedoch zehn Tage später erneut nach Singapur geflogen. Am 1. Oktober 2007 war Soe Win ins Militärhospital im Ranguner Stadtteil Mingaladon zurück überführt worden. Zunächst wurde berichtet, er sei dort am 2. Oktober verstorben. Diese Aussage wurde am 5. Oktober revidiert. Demnach befand sich Soe Win allerdings in kritischem Zustand auf der Intensivstation. Nach seinem Tod rief das Regime eine dreitägige Staatstrauer bis zum 14. Oktober, dem Tag seiner Bestattung aus.
Am 19. September 2007 war sein Zwillingsbruder Tin Htun im Alter von 59 Jahren verstorben.
Soe Win war verheiratet mit Daw Than Than Nwe, die zuletzt Präsidentin der Myanmar Women’s Affairs Federation war, ein Amt, das traditionell der Gattin des amtierenden Ministerpräsidenten übertragen wird.
Wegen der schweren Erkrankung wurde die Führung der Amtsgeschäfte des Premierministers Generalleutnant Thein Sein, dem Ersten Sekretär des SPDC, übertragen. Die myanmarische staatliche Presse erwähnte dies erstmals am 18. Mai 2007.